# Вила-Фрия (Виана-ду-Каштелу)
Вила-Фрия (порт. Vila Fria) — населённый пункт и район в Португалии, входит в округ Виана-ду-Каштелу. Является составной частью муниципалитета Виана-ду-Каштелу. По старому административному делению входил в провинцию Минью. Входит в экономико-статистический субрегион Минью-Лима, который входит в Северный регион. Население составляет 1364 человека на 2001 год. Занимает площадь 6,57 км².